# Biển Chết

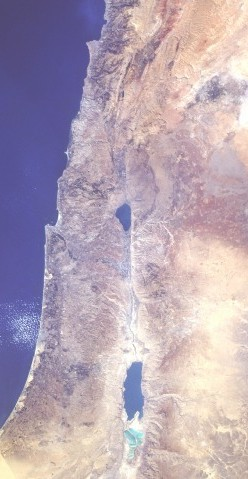
Sông Jordan chảy vào biển Chết

Biển Chết (tiếng Ả Rập: البحر الميت, tiếng Hebrew: ים המלח) là một hồ nước mặn nằm trên biên giới giữa Bờ Tây, Israel và Jordan trên thung lũng Jordan. Khu vực chứa nước bị hãm kín này có thể coi là một hồ chứa nước có độ mặn cao nhất trên thế giới.
Biển Chết dài 76 km, chỗ rộng nhất tới 18 km và chỗ sâu nhất là 400 m, bề mặt biển Chết nằm ở 417,5 m (1.369 ft) dưới mực nước biển (số liệu năm 2005).
Biển Chết có sức lôi cuốn đặc biệt và các du khách từ các khu vực xung quanh Địa Trung Hải trong hàng nghìn năm qua. Nó là nơi nương tựa của Vua David, một trong các nơi nghỉ ngơi đầu tiên trên thế giới của Herod Đại đế, và là nguồn cung cấp các sản phẩm khác nhau như nhựa thơm cho việc ướp xác của người Ai Cập cho tới bồ tạt để làm phân bón.

## Từ nguyên
Trong tiếng Hebrew, biển Chết được gọi là Yam ha-Melah – có nghĩa là "biển muối" hay Yam ha-Mavet – có nghĩa là "biển chết". Trong quá khứ nó còn có tên gọi là "biển Đông" hay "biển Arava". Trong tiếng Ả Rập biển Chết được gọi là Al Bahr al Mayyit – có nghĩa là "biển Chết" – hay ít phổ biến hơn là Bahr Lūţ - có nghĩa là "biển của Lot". Trong lịch sử thì tên gọi theo tiếng Ả Rập khác là "biển Zoar", lấy theo tên gọi của khu đô thị gần đó. Đối với người Hy Lạp thì biển Chết là "hồ Asphaltites".

## Lịch sử tự nhiên
Biển Chết nằm trong đứt gãy Biển Chết, nó là một phần của vết nứt dài trên bề mặt Trái Đất có tên gọi Đại Thung Lũng. Đại Thung Lũng dài 6.000 km (3.700 dặm) kéo dài từ dãy núi Taurus ở Thổ Nhĩ Kỳ tới thung lũng Zambezi ở miền nam châu Phi. Đại Thung Lũng được hình thành từ thời kỳ thế Miocen (5,3-23 triệu năm trước trong Phân đại đệ tam) do kết quả của sự chuyển dịch của đĩa kiến tạo Arabia về phía bắc và sau đó về phía đông ra xa khỏi châu phi.
Khoảng 3 triệu năm trước thì cái mà ngày nay là thung lũng sông Jordan, biển Chết và Wadi Arabah/Nahal Arava đã liên tục bị tràn ngập nước từ Địa Trung Hải. Nước đã tạo ra một vịnh hẹp và quanh co, thông ra biển cả bằng cái mà ngày nay là thung lũng Jezreel. Các trận ngập lụt ở thung lũng này lên và xuống phụ thuộc vào các thay đổi khí hậu trong một thời gian dài. Hồ bị chiếm giữ bởi đứt gãy Biển Chết có tên gọi là "hồ Sodom", tạo ra các lớp muối trầm tích mà cuối cùng dày tới 3 km (2 dặm).
Theo thuyết địa chất, khoảng 2 triệu năm trước các vùng đất nằm giữa Đại Thung Lũng và Địa Trung Hải được nâng lên đến mức mà đại dương không còn khả năng gây ngập úng cho khu vực này nữa. Vì thế, vịnh dài đã trở thành một hồ dài.
Hồ thời tiền sử này có tên gọi "hồ Gomorrah". Hồ Gomorrah đã từng là hồ nước ngọt hay nước lợ dài ít nhất 80 km (50 dặm) vè phía nam của phần kết thúc hiện tại của biển Chết và 100 km (60 dặm) về phía bắc, vượt qua cả vùng đất lún Hula ngày nay. Khi khí hậu trở nên khô cằn hơn, hồ Samra co lại và trở nên mặn hơn. Hồ lớn chứa nước mặn là tiền nhiệm của biển Chết có tên gọi là "hồ Lisan".
Trong thời tiền sử một lượng lớn trầm tích đã tích tụ lại dưới đáy hồ Gomorrah. Các trầm tích này nặng hơn so với muối trầm tích và ép cho các trầm tích muối trồi lên trên vào cái ngày nay gọi là bán đảo Lisan và đỉnh Sedom (ở phía tây nam của hồ). Các nhà địa chất giải thích hiệu ứng này theo kiểu thùng bùn trong đó các tảng đá phẳng lớn được xếp đặt và ép bùn to lên trên theo các vách của thùng". Khi đáy biển Chết tụt xuống sâu hơn nữa do các lực kiến tạo thì các đỉnh núi chứa muối ở Lisan và đỉnh Sedom đã nằm tại các khu vực trên các vách đá cao. (Xem các đồi muối)
Thời kỳ khoảng 23.000 đến 18.000 năm trước là một thời kỳ rất khô hạn và mức nước bề mặt của hồ Lisan tụt xuống tới điểm còn thấp hơn cả bề mặt biển Chết ngày nay. Ở mức thấp nhất của hồ này thì bề mặt của nó đã nằm ở cao độ dưới 600 m (2.100 ft) so với mực nước biển.
Khoảng 12.000 năm trước thì mức nước trong hồ Lisan nhỏ bé đó bắt đầu dâng lên. Khoảng vài ngàn năm trước thì biển Chết đã chỉ lớn bằng khoảng khu vực lòng chảo phía bắc ngày nay của nó. Khu vực lòng chảo phía nam đã không tồn tại cho đến tận cuối thời Trung cổ.
Phần phía bắc của biển Chết nhận được chỉ khoảng 100 mm (4 inch) nước mưa trong một năm. Phần phía nam còn ít hơn (50 mm hay 2 inch). Sự khô cằn của khu vực biển Chết là do hiệu ứng chặn mưa của dãy núi Judea. Khu vực cao nguyên ở phía đông biển Chết nhận được lượng mưa lớn hơn so với biển Chết.
Các dãy núi ở phía tây – dãy núi Judea – có độ dốc đứng từ phía biển Chết thấp hơn so với các dãy núi ở phía đông. Các dãy núi phía đông cũng cao hơn. Dọc theo phía đông nam của hồ là dãy đồi cao 210 m (700 ft) chứa muối gọi là "đỉnh Sedom".

## Thành phần hóa học và hiệu ứng sức khỏe
Cho đến tận mùa đông năm 1978–1979, biển Chết bao gồm hai lớp nước phân tầng có nhiệt độ, tỷ trọng, niên đại và độ mặn phân biệt. Khoảng 35 m trên cùng (hoặc cao độ khác tương tự) của biển Chết có độ mặn nằm trong khoảng 30-40% và nhiệt độ nằm trong khoảng 19 °C (66 °F) và 37 °C (98 °F). Phía dưới lớp chuyển tiếp thì nước biển Chết có nhiệt độ ổn định khoảng 22 °C (72 °F) và bão hòa natri clorua (NaCl). Do nước ở gần đáy là bão hòa nên muối lắng đọng ra khỏi dung dịch vào lớp đáy biển.
Từ đầu những năm thập niên 1960 nước chảy vào biển Chết từ sông Jordan đã giảm đi do kết quả của việc thủy lợi hóa lớn và do có ít mưa nói chung. Vào năm 1975 thì lớp nước trên cùng của biển Chết trên thực tế còn mặn hơn so với lớp thấp hơn. Tuy nhiên lớp nước trên cùng vẫn lơ lửng phía trên lớp dưới do nước của nó ấm hơn và vì thế nhẹ hơn. Khi lớp nước trên bị lạnh đi đến mức tỷ trọng của nó lớn hơn so với lớp dưới thì nước của biển Chết, sau nhiều thế kỷ, cuối cùng đã trộn lẫn và hồ nước này là một khối nước đồng nhất. Kể từ đó, sự phân tầng bắt đầu được quy hoạch lại.
Hàm lượng khoáng chất trong nước của biển Chết là khác đáng kể so với nước của các đại dương, nó chứa khoảng 53% chloride magiê (MgCl2), 37% chloride kali (KCl) và 8% chloride natri (NaCl, muối ăn) với phần còn lại (khoảng 2%) là dấu vết của các nguyên tố khác.
Nồng độ các ion SO4 là rất thấp, và nồng độ các ion brom là cao nhất so với các nguồn nước khác trên Trái Đất. Các ion chloride trung hòa phần lớn các ion calci trong biển Chết và xung quanh nó. Trong khi tại các khu vực biển khác và trong đại dương thì NaCl chiếm khoảng 97% thành phần khoáng chất, còn tại biển Chết thì lượng NaCl chỉ chiếm khoảng 12–18%. Nhiệt độ nước tăng từ 19 °C (tháng Hai) tới 31 °C (tháng Tám).
Nước biển Chết chứa khoảng 21 khoáng chất, bao gồm magiê, calci, brom và kali. 12 trong số các khoáng chất này không tìm thấy trong các biển/đại dương khác, và một số trong chúng được ghi nhận là có ảnh hưởng tới cảm giác thư giãn, bổ dưỡng da, trị các vấn đề về da (như: chàm, vảy nến, hắc hào, ghẻ lỡ, và mụn), hoạt động của hệ tuần hoàn và làm giảm nhẹ bệnh thấp khớp cũng như các rối loạn trao đổi chất. So sánh thành phần hóa học của biển Chết với các hồ/đại dương khác chỉ ra rằng nồng độ muối của biển Chết là 31,5% (có dao động). Do độ cao bất thường về độ mặn của nó nên người ta có thể nổi trong biển Chết khá dễ dàng nhờ tác dụng của sức nổi. Trong ngữ cảnh này thì biển Chết là tương tự như Hồ Muối Lớn (Great Salt Lake) ở Utah, Hoa Kỳ.
Nước biển Chết gây ra cảm giác trơn nhờn. Nước này tạo ra cảm giác cay và có thể gây ra thương tích khi lọt vào mắt.
Một trong các thuộc tính bất thường của biển Chết là sự tiết ra nhựa đường. Từ các độ sâu, biển Chết liên tục phun ra các cục nhỏ chất màu đen này. Sau các trận động đất, các tảng nhựa đường to như các ngôi nhà có thể được tạo ra.
Khu vực biển Chết đã trở thành một trung tâm nghiên cứu sức khỏe và điều trị lớn vì một số lý do. Hàm lượng khoáng chất của nước, tỷ lệ rất thấp của các loại phấn hoa và các chất gây dị ứng khác trong không khí, tỷ lệ bức xạ tia cực tím thấp trong ánh nắng Mặt Trời và áp suất khí quyển cao ở độ sâu lớn này có các tác động đặc biệt tới sức khỏe. Ví dụ những người bị suy giảm các chức năng thuộc hệ hô hấp do các loại bệnh như xơ hóa u nang dường như thu được lợi ích nhờ áp suất khí quyển cao.

## Quần thể động thực vật

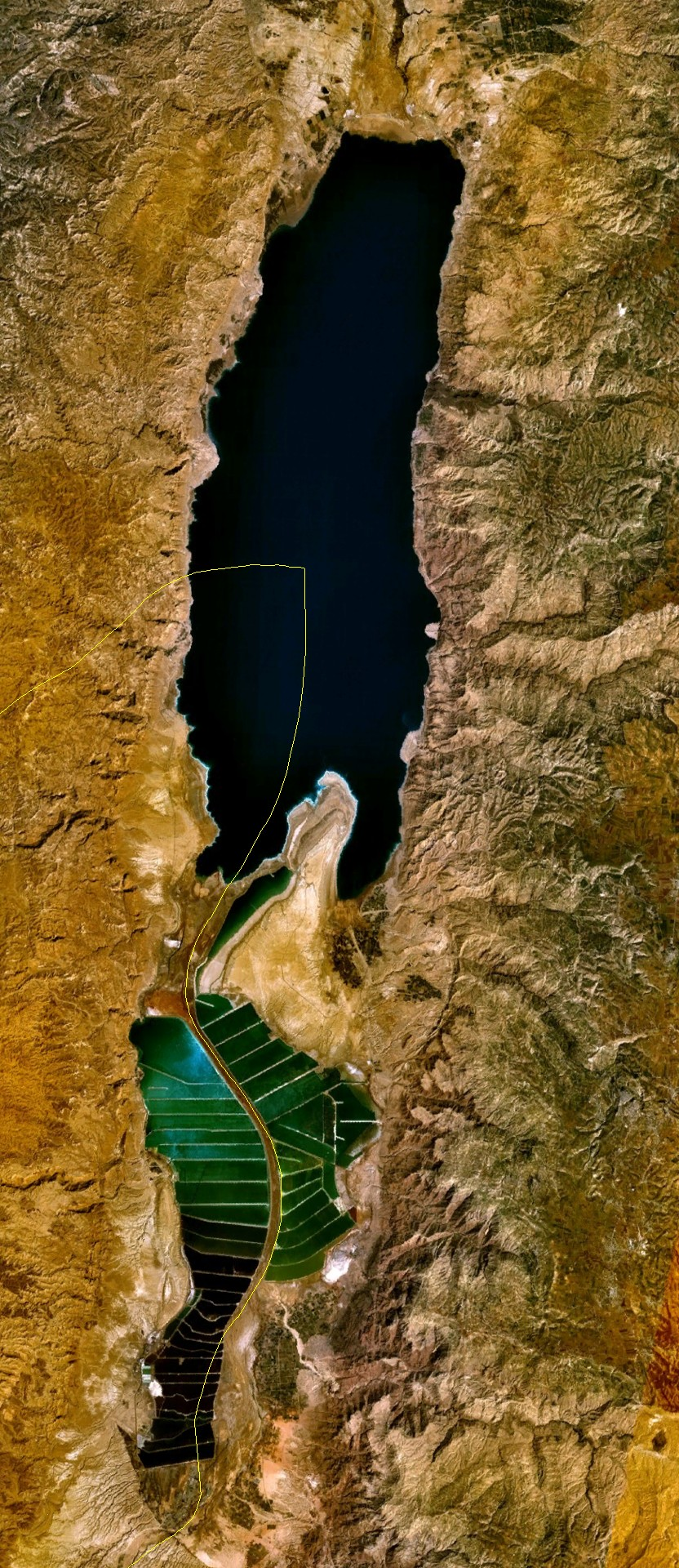
Vùng lân cận Biển Chết

Biển Chết được gọi là "Chết" do độ mặn quá cao của nó làm cho cá hay các thủy sinh vật lớn khác không thể sinh sống trong lòng hồ của nó, tuy nhiên, một lượng rất nhỏ vi khuẩn và nấm mốc có thể tồn tại.
Cá theo sông Jordan bơi vào biển Chết sẽ chết rất nhanh khi nước ngọt bị trộn lẫn với nước siêu mặn của biển Chết. Tuy nhiên, quá trình pha trộn này không diễn ra ngay lập tức và đôi khi nước ngọt có thể nổi vô hạn định trên bề mặt biển Chết. Vì thế, đôi khi cá có thể sống ngay trong lớp nước phía trên cùng của bề mặt của biển Chết trong vài ngày, mặc dù không bao giờ chúng có thể sống trong biển Chết "thực thụ".
Trong thời gian ngập lụt thì nồng độ muối của biển Chết có thể tụt từ mức thông thường của nó là 35% xuống 30% hay thấp hơn. Trong các mùa đông nhiều mưa thì biển Chết nhất thời cũng có sự sống. Năm 1980, sau một mùa đông có mưa như thế, biển Chết thông thường có màu xanh sẫm đã chuyển thành màu đỏ. Các nghiên cứu của Đại học Hêbrơ phát hiện ra rằng biển Chết có rất nhiều tảo gọi là Dunaliella. Dunaliella trong lượt mình lại nuôi các loại vi khuẩn ưa muối có chứa sắc tố màu đỏ chứa carotenoid mà sự có mặt của chúng là nguyên nhân gây ra sự thay đổi màu. Kể từ năm 1980 thì khu vực biển Chết là rất khô và tảo cũng như vi khuẩn đã không thể xuất hiện với số lượng lớn như vậy.
Nhiều loài động vật sinh sống trong các dãy núi xung quanh biển Chết. Người ta có thể nhìn thấy các con lạc đà, dê rừng, thỏ, chó rừng, cáo và thậm chí cả báo hoa mai. Cả Jordan và Israel đã thành lập các khu bảo tồn xung quanh biển Chết. Có hàng trăm loài chim cũng sinh sống trong khu vực này.
Vùng châu thổ sông Jordan khi xưa đã từng là một rừng rậm nhiệt đới của cói và cọ. Flavius Josephus đã miêu tả Jericho như là "nơi màu mỡ nhất ở Judea". Trong thời kỳ La Mã và Byzantin thì các loại cây như mía, lá móng và sung dâu đã mọc dày dặc trong vùng hạ lưu thung lũng Jordan. Một trong các sản phẩm có giá trị được sản xuất ở Jericho là nhựa của cây linh sam, mà từ đó người ta đã sản xuất ra nước hoa.
Vào thế kỷ 19 thì sự màu mỡ của Jericho đã là chuyện của quá khứ.

## Lịch sử loài người
Lịch sử loài người của khu vực biển Chết theo mọi cách nhìn đều dẫn đến thời cổ đại xa xưa. Ngay phía bắc của biển Chết là Jericho, khu vực đô thị cổ nhất liên tục có người sinh sống trên thế giới. Ở một nơi nào đó, có lẽ nào bên bờ phía đông nam của biển Chết, là các đô thị đã được đề cập tới trong cuốn Chúa sáng tạo ra thế giới, và đã bị hủy diệt trong thời đại của Abraham: Sodom và Gomorra và ba "thành phố của Đồng bằng" khác. Vua David đã trốn tránh khỏi sự truy đuổi của Saul tại Ein Gedi ở gần đó.
Những người Hy Lạp cổ đại gọi biển Chết là "hồ Asphaltites", do nhựa đường xuất hiện một cách tự nhiên. Aristotle đã viết về vùng nước khác thường này. Trong thời kỳ xâm chiếm của người Ai Cập người ta tin rằng Nữ hoàng Cleopatra đã có các đặc quyền để xây dựng các xưởng sản xuất mỹ phẩm và dược phẩm trong khu vực. Sau này, người Nabatea đã phát hiện ra giá trị của bitum thu được từ biển Chết là cần thiết đối với người Ai Cập để ướp các xác ướp của họ.
Vua Herod Đại Đế, Giê-su và John Baptêm đã có các mối liên hệ gần gũi với biển Chết và các khu vực xung quanh nó. Trong thời kỳ La Mã thì Essenes định cư ở Qumran trên bờ phía bắc biển Chết. Ở đây, trong các vùng núi đá macnơ mềm thì họ đã đục khoét các hang động lưu trữ cho thư viện của mình. Hai nghìn năm sau thư viện của họ đã được tìm thấy và được đặt tên là "các cuốn sách Biển Chết".
Vua Herod đã xây dựng một vài cung điện ở bờ tây Biển Chết. Nổi tiếng nhất là Masada, mà vào khoảng thời gian những năm 66–70 thì một nhóm nhỏ những người cuồng tín Do Thái nổi loạn đã đầu hàng trước sức mạnh của quân đoàn La Mã.

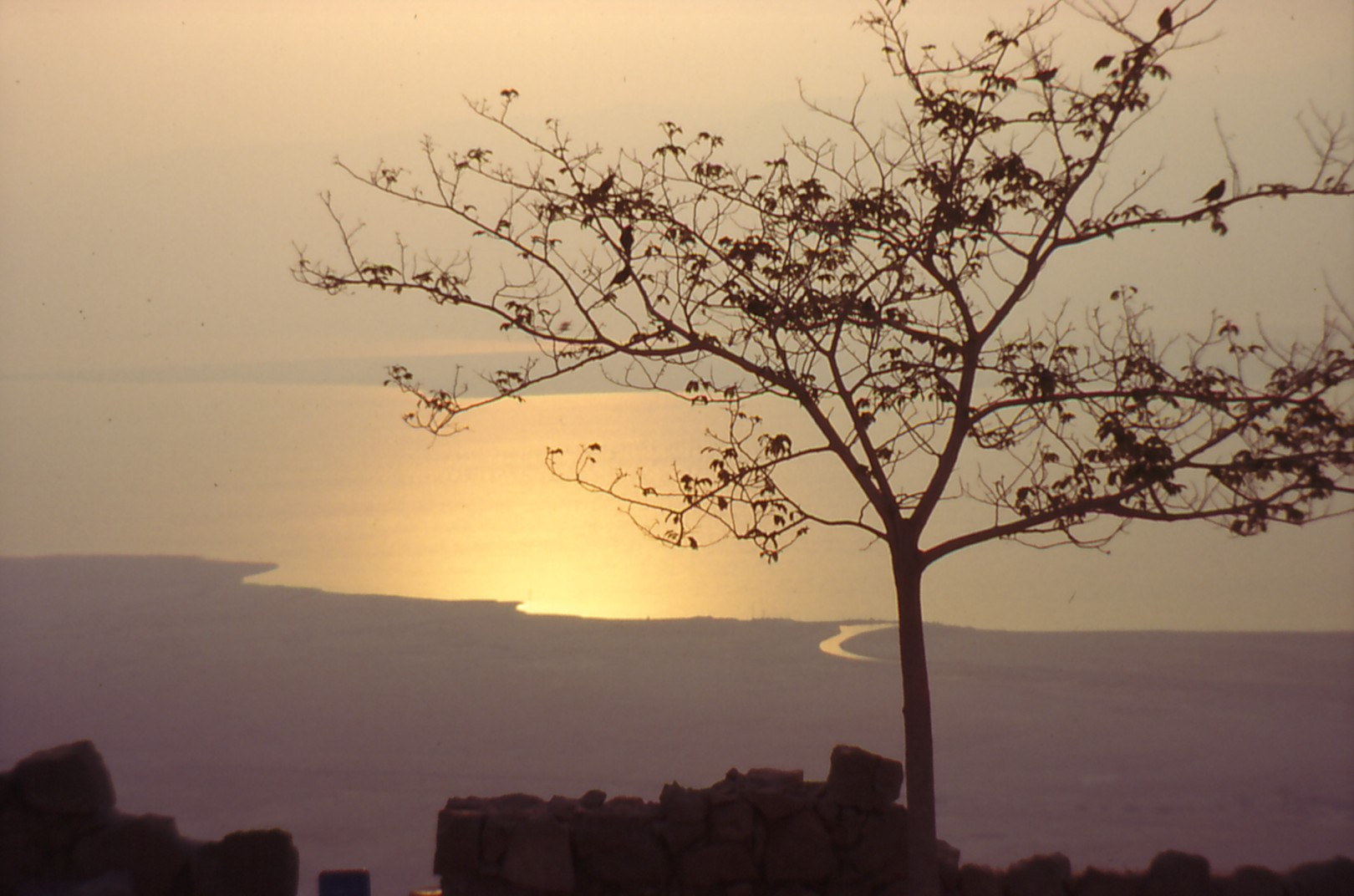
Biển Chết vào buổi sáng, nhìn từ Masada

Sự cách biệt của khu vực đã hấp dẫn các thầy tu của Chính thống giáo Hy Lạp kể từ kỷ nguyên Byzantin. Các tu viện của họ như Saint George ở Wadi Kelt và Mar Saba trong sa mạc Judea là các điểm hành hương. Các bộ lạc Bedouin đã sống liên tục trong khu vực này và các nhà thám hiểm và các nhà khoa học gần đây đã tới để phân tích các khoáng chất và thực hiện các nghiên cứu trong khí hậu độc nhất vô nhị này. Kể từ những năm thập niên 1960, các du khách từ nhiều nơi trên thế giới cũng đã thám hiểm khu vực biển Chết.
Vào nửa đầu thế kỷ 20, biển Chết cũng bắt đầu thu hút sự quan tâm của các nhà công nghiệp hóa chất, những người thấy rằng biển Chết là mỏ tự nhiên của bồ tạt và brom.

## Bảo vệ biển Chết

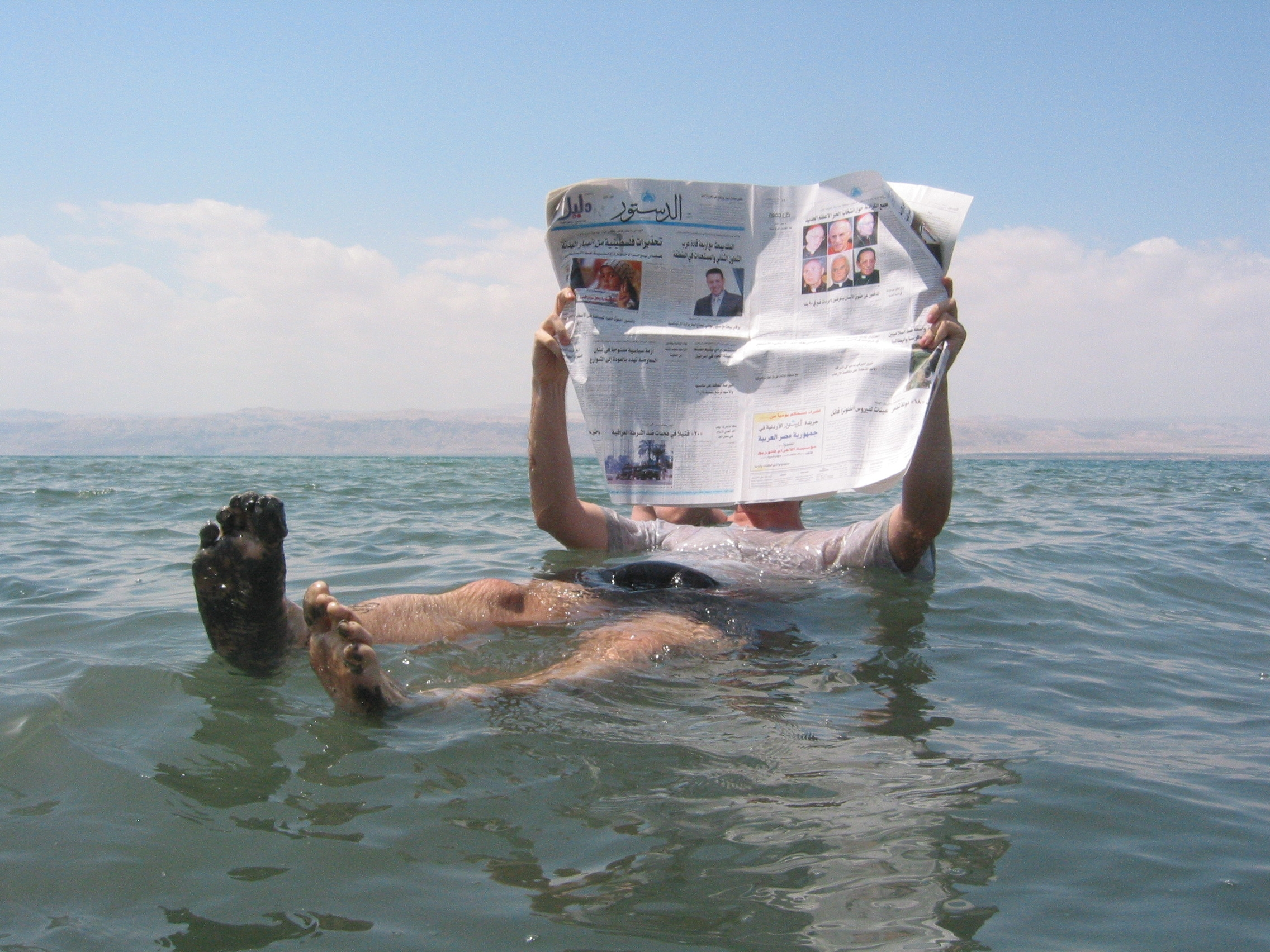
Một cảnh thông thường ở biển Chết khi du khách có thể đọc báo trong khi đang ngâm mình trong nước, minh họa cho sức nổi

Biển Chết hiện đang nhanh chóng co lại. Mặc dù nó không bao giờ biến mất hoàn toàn (do sự bay hơi bị chậm lại khi diện tích giảm xuống và độ mặn tăng lên), nhưng biển Chết như chúng ta biết hiện nay có thể trở thành quá khứ.
Do một điều không hiện thực là giảm nhu cầu sử dụng sông Jordan cho các nhu cầu của con người nên một ý tưởng để bảo vệ biển Chết là đưa nước từ Địa Trung Hải hay Hồng Hải vào thông qua các đường hầm hay kênh đào. Mặc dù đường nối ra Địa Trung Hải có thể là ngắn hơn, nhưng Israel hiện nay đang xem xét việc xây dựng kênh đào nối ra Hồng Hải chiều theo nhu cầu của Jordan. Kế hoạch là bơm nước theo đường hầm lên cao 400 ft (120 m) tới Arava/Arabah tại Aqaba hay Eilat, dưới điểm cao nhất của thung lũng Arava/Arabah, và sau đó dẫn nước theo kênh đào để nó chảy từ độ cao 1700 ft (520 m) vào biển Chết. Nhà máy khử mặn có thể xây dựng tại Jordan.
Vào ngày 9 tháng 5 năm 2005, Jordan,Israel và Palestine đã ký một thỏa thuận để bắt đầu các nghiên cứu tính khả thi của dự án - được biết một cách chính thức như là "Kênh đào hai biển". Kế hoạch này dự tính sản xuất 870 triệu mét khối nước ngọt trên năm và 550 megawatt điện năng. Ngân hàng thế giới ủng hộ dự án này.